# Pizza Grossa
Die Pizza Grossa (ⓘ; rätoromanisch im Idiom Surmiran pizza Kollektivplural zu piz (= ‚Spitze‘), in etwa wiederzugeben mit ‚Gespitz‘; gross vom lateinischen grossus für ‚dick‘) ist ein Berg östlich von Savognin im Kanton Graubünden in der Schweiz mit einer Höhe von 2939 m ü. M.

## Lage und Umgebung

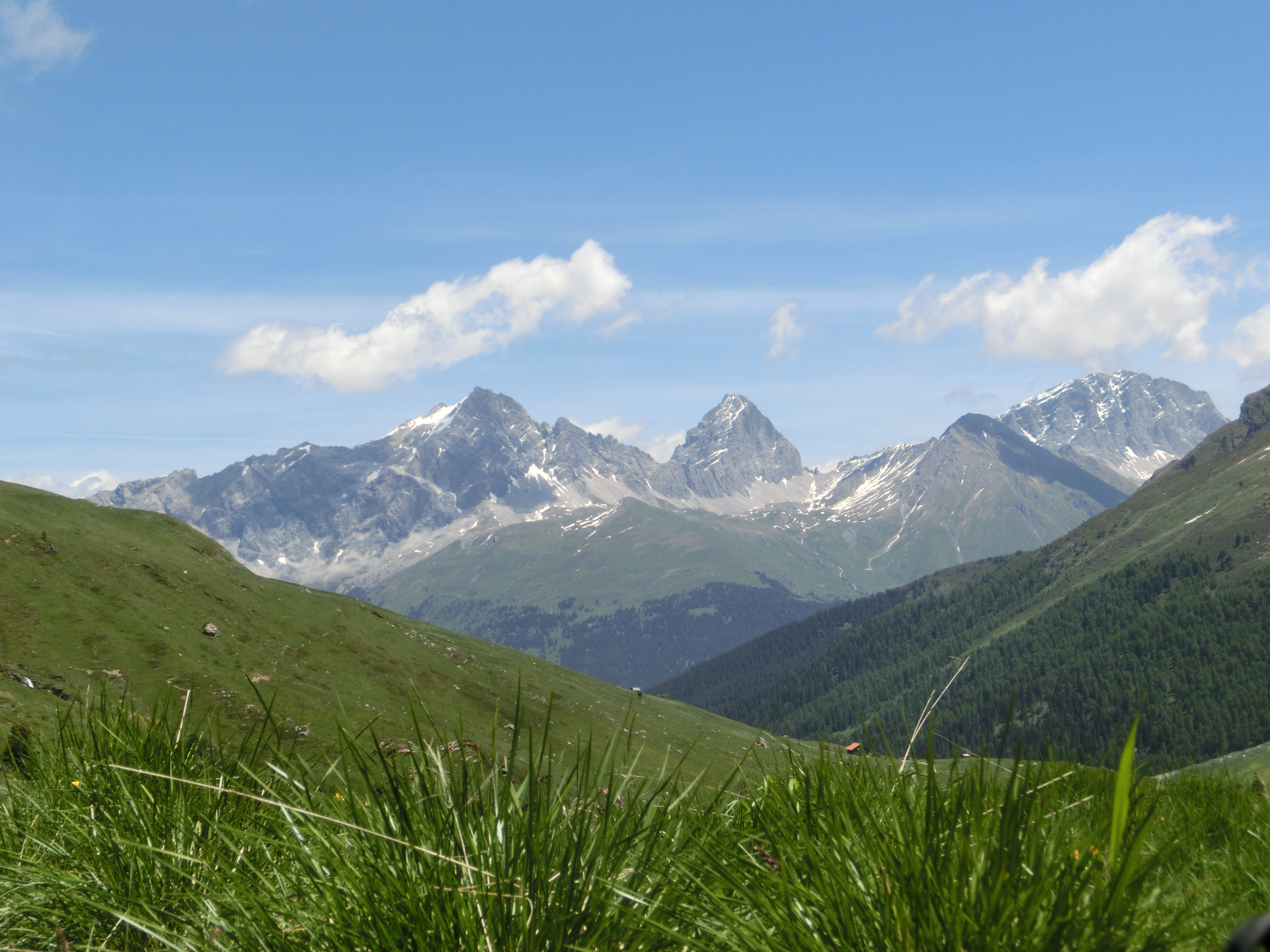
Bergüner Stöcke mit Piz Mitgel, Tinzenhorn, Pizza Grossa und Piz Ela (v.l.n.r), aufgenommen von Val Schmorras.

Die Pizza Grossa gehört zu den Bergüner Stöcken, einer Untergruppe der Albula-Alpen. Der Gipfel befindet sich vollständig auf Gemeindegebiet von Surses.
Zu den Nachbargipfeln gehören der Piz Mitgel, der Tinzenhorn, der Cotschen, der Piz Ela und der Piz Furnatsch.
Nördlich der Pizza Grossa befindet sich der oft besuchte Bergsee Lai Tigiel (2462 m). Nordöstlich liegen die Laiets (rätoromanisch für ‚Seechen‘) mit einem namenlosen See auf 2647 m direkt nordöstlich der Pizza Grossa sowie dem Lai Mort (2603 m) und dem Lai Grond (2594 m), der sich südwestlich vom Piz Ela befindet.
Der Berg liegt mitten im Parc Ela, einem 2006 eröffneten 600 Quadratkilometer grossen Naturpark.
Talorte sind Savognin und Tinizong. Häufige Ausgangspunkte sind die Ela-Hütte (2252 m) im einsamen Val Spadlatscha sowie  der über eine schmale Alpstrasse erreichbare Parkplatz Plang la Curvanera (1844 m).

## Routen zum Gipfel
Häufiger Ausgangspunkt ist der Parkplatz Plang la Curvanera (1893 m ü. M.), zu dem ein Strässchen von Savognin aus via Tussagn führt. Die Alpstrasse von Tinizong in das Val d’Err nach Pensa ist für den allgemeinen Motorfahrzeugverkehr gesperrt. Ein Wanderbus fährt mittwochs von Savognin nach Plang la Curvanera und dienstags sowie freitags nach Pensa.
|  | - Ausgangspunkte: 1. Filisur (1080 m), Bergün/Bravuogn (1373 m) oder Ela-Hütte (2252 m) 2. Tinizong (1232 m), Savognin (1207 m) oder Plang la Curvanera (1844 m) - Via: Pass digls Orgels - Schwierigkeit: BG-, bis Cotschen als Wanderweg weiss-rot-weiss markiert - Zeitaufwand: 1. 6 Stunden von Filisur, 5½ Stunden von Bergün/Bravuogn oder 2½ Stunden von der Ela-Hütte 2. 5 Stunden von Tinizong, 5½ Stunden von Savognin oder 4 Stunden von Plang la Curvanera |
|  | - Ausgangspunkte: 1. Filisur (1080 m), Bergün/Bravuogn (1373 m) oder Ela-Hütte (2252 m) 2. Tinizong (1232 m) - Via: Pass d’Ela - Schwierigkeit: BG-, bis Cotschen als Wanderweg weiss-rot-weiss markiert - Zeitaufwand: 1. 6 Stunden von Filisur, 5½ Stunden von Bergün/Bravuogn oder 2½ Stunden von der Ela-Hütte 2. 5½ Stunden von Tinizong |

## Galerie

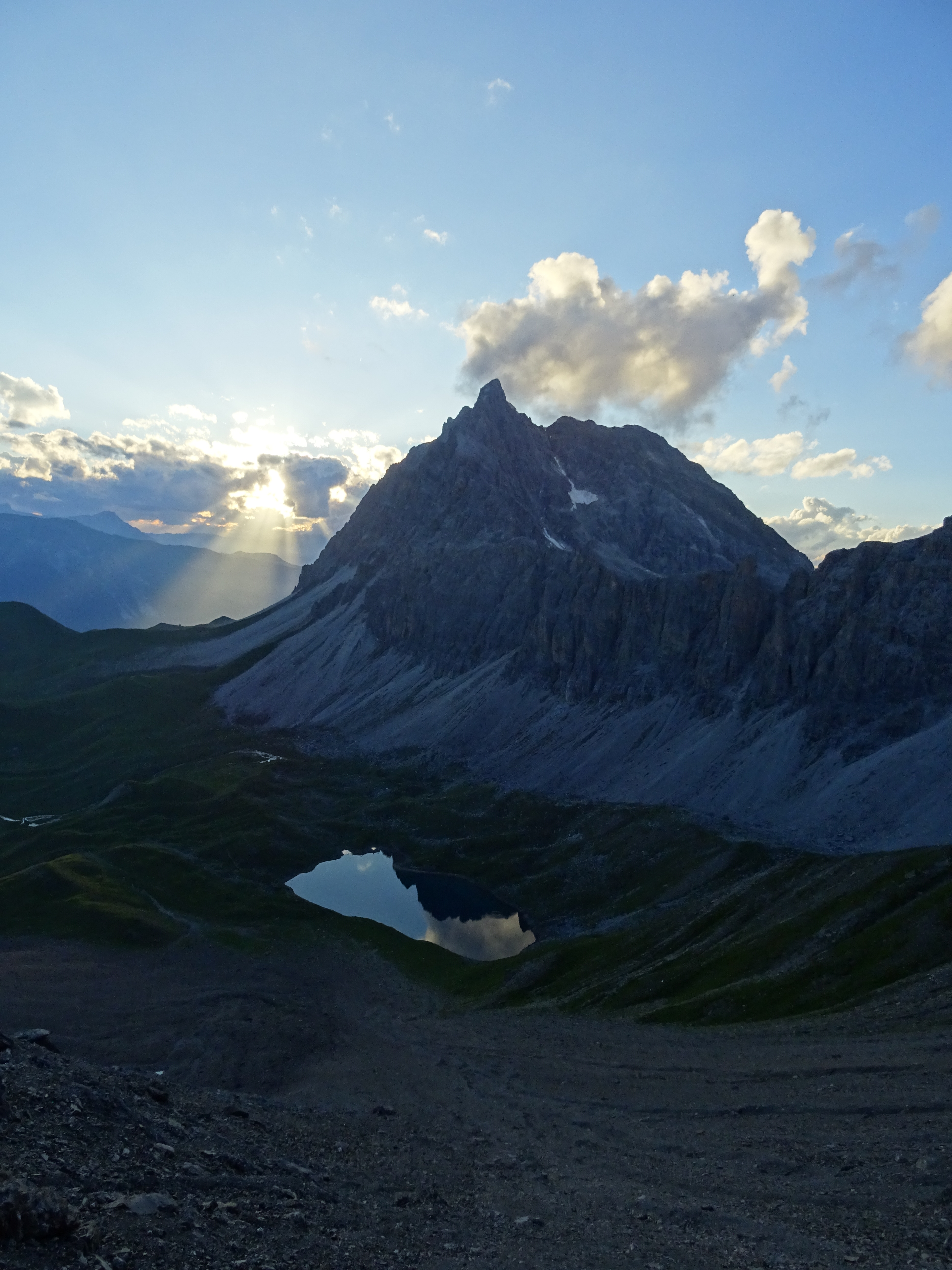
Blick zum Lai Tigiel und Piz Mitgel.
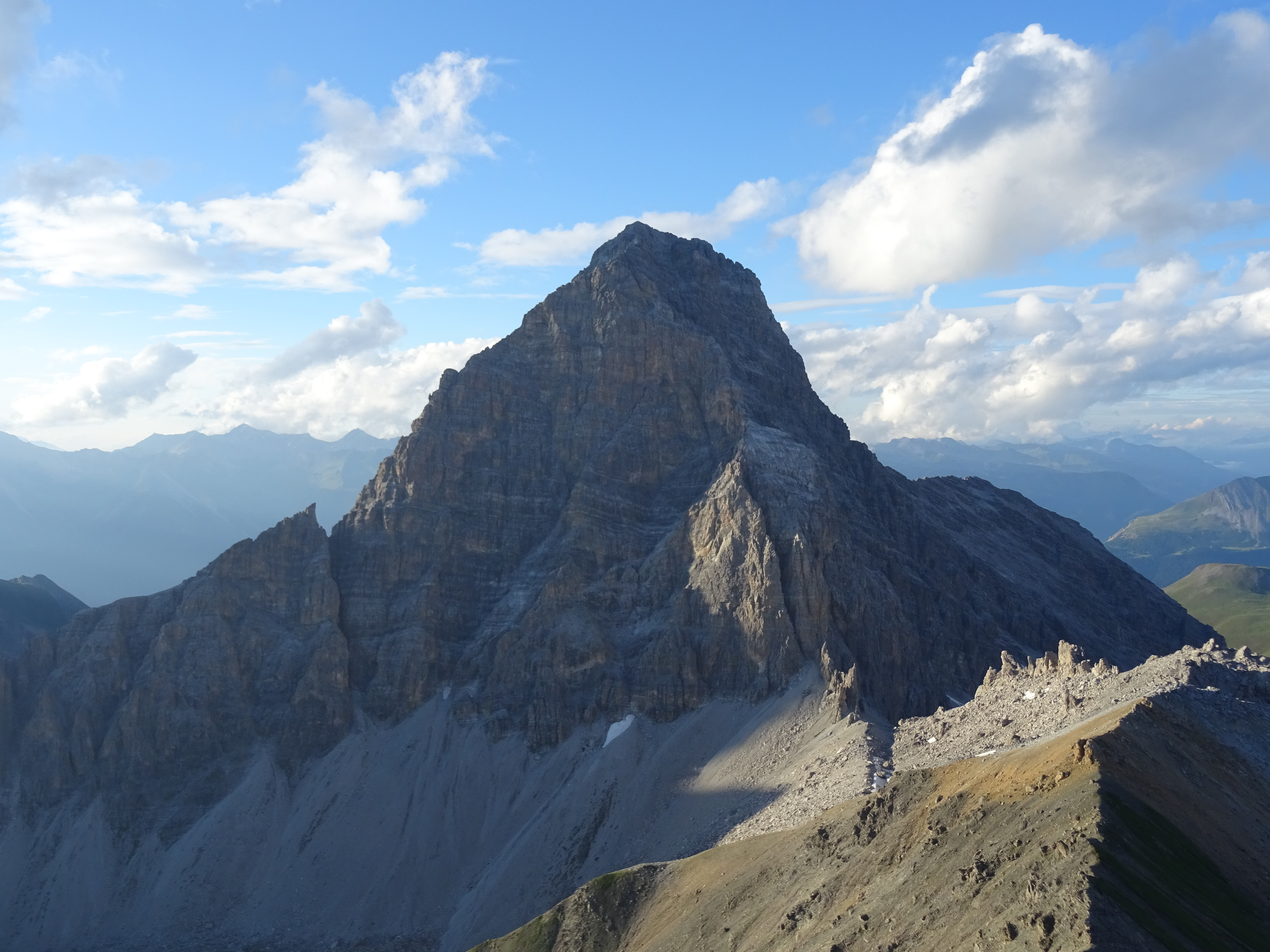
Blick zum Tinzenhorn.
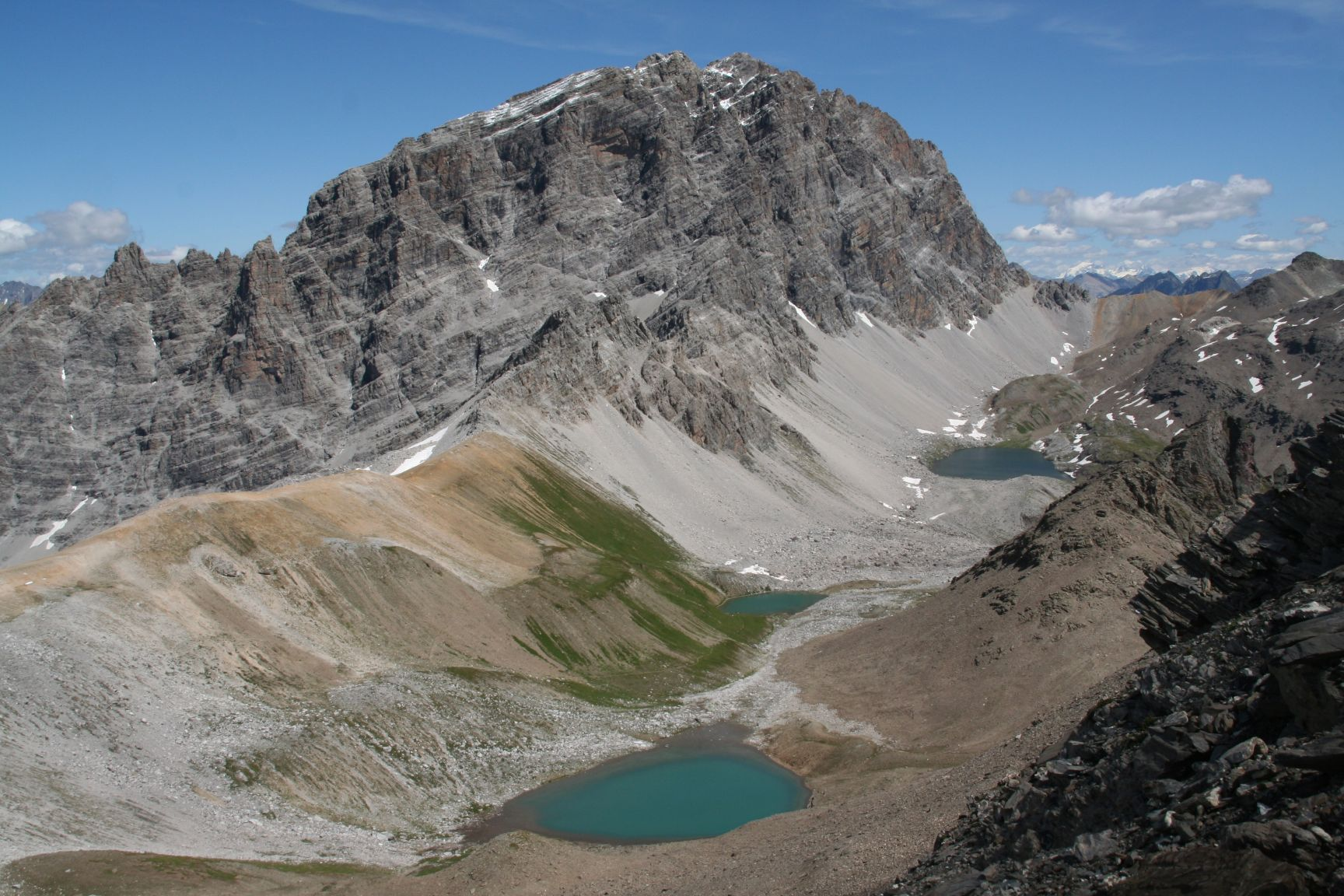
Blick zum Piz Ela. Ganz hinten der Lai Grond, in der Mitte der Lai Mort. Links der vorderen Seen befindet sich der Pass d’Ela, hinter dem Lai Grond die Fuorcla da Tschitta.
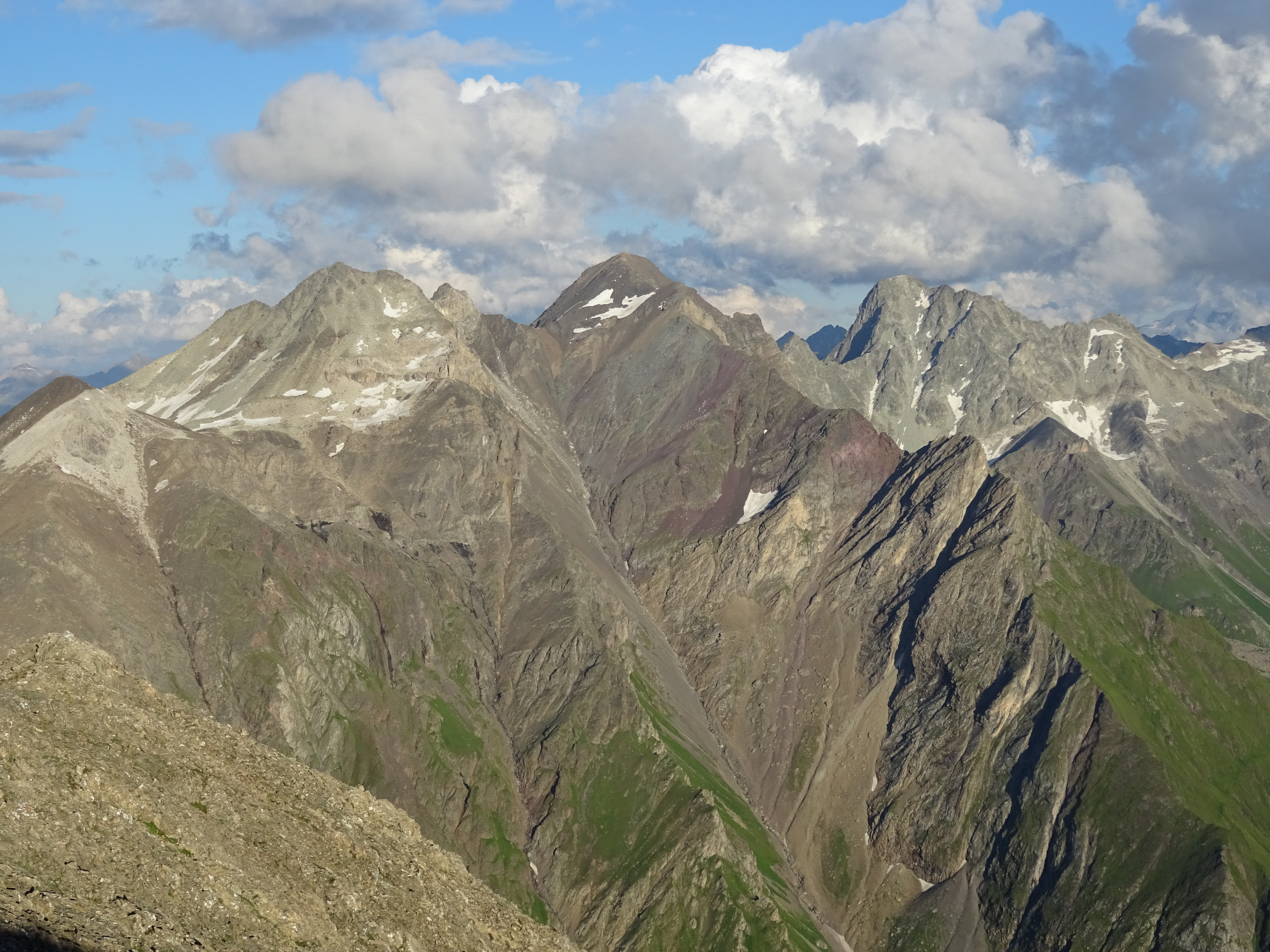
Blick zu (v.l.n.r) Piz Val Lunga, Piz Salteras, Piz da Peder Bucs und Piz Bleis Marscha.